# Verbandsgemeinde Ulmen
La comunità amministrativa di Ulmen (Verbandsgemeinde Ulmen) si trova nel circondario di Cochem-Zell nella Renania-Palatinato, in Germania.

## Comuni
Fanno parte della comunità amministrativa i seguenti comuni:
| Comune, città          | Sup. (km²) | Abitanti |
| ---------------------- | ---------- | -------- |
| Alflen                 | 13,42      | 813      |
| Auderath               | 6,19       | 646      |
| Bad Bertrich           | 8,71       | 1 031    |
| Beuren                 | 10,63      | 408      |
| Büchel                 | 12,84      | 1 164    |
| Filz                   | 3,11       | 85       |
| Gevenich               | 7,12       | 716      |
| Gillenbeuren           | 4,70       | 254      |
| Kliding                | 5,27       | 212      |
| Lutzerath              | 23,70      | 1 479    |
| Schmitt                | 2,71       | 119      |
| Ulmen, Stadt           | 28,62      | 3 384    |
| Urschmitt              | 6,61       | 204      |
| Wagenhausen            | 1,80       | 63       |
| Weiler                 | 7,32       | 288      |
| Wollmerath             | 4,06       | 205      |
| Verbandsgemeinde Ulmen | 146,82     | 11 071   |

(Abitanti al 31 dicembre 2021)